# 손은
손은(孫恩, ?~402년)은 동진 말기의 호족이다. 동진 안제가 정신박약아라는 점 때문에 동진 안제의 친인척인 사마원현(司馬元顯)이 폭정을 일삼는 것을 이용하여 반란을 일으켰다.
대대로 오두미도(五斗米道)를 신봉하고 있었으며, 삼촌인 손태(孫泰)가 기병하려고 모의했다가 사마도자(司馬道子)에게 죽음을 당하자 100여 명의 신도들과 함께 해도로 도망을 갔다.
399년에 사마원현이 농민들을 군에 강제 징발하여 민심이 이반하자 해상에서 상륙하여 상우, 산음을 공격하여 회계군의 내사인 왕응지(王凝之)를 살해하고 정동장군이라 자칭하였으며 수 차례 관군과의 전투를 벌여 400년에 여요를 격파하고 상우를 재차 함락시켰으며 회계에서 사안(謝安)의 아들인 사염(謝琰)을 죽이고 다음해에는 호독에서 내사 원산송(袁山松)을 죽이고 건강을 위협하였으나 북부의 군사들에게 패하여 해도로 도망갔다.
402년에 해상에서 상륙하여 임해를 공격하였으나 패배하자 그를 따르던 무리 100여 명과 함께 바다로 뛰어내려 자살했으며, 임해태수 신병(辛昺)이 그의 시체를 건져서 참수해 그 목을 보냈다고 한다.

## 같이 보기
- 오두미도
- 노순